# Phacelia glechomifolia
Phacelia glechomifolia är en strävbladig växtart som beskrevs av Asa Gray. Phacelia glechomifolia ingår i Faceliasläktet som ingår i familjen strävbladiga växter. Inga underarter finns listade i Catalogue of Life.